# That Old Gang of Mine (Angel)
That Old Gang of Mine conocido en América Latina como Viejos Tiempos y en España como Mi vieja Banda es el tercer episodio de la tercera temporada de la serie de televisión estadounidense Ángel. Escrito por Tim Minear y dirigido por Fred Keller. Se estrenó originalmente el 8 de octubre de 2001. 
En este episodio Gunn descubre que su banda están matando a demonios inocentes y se ve atrapado entre su lealtad a sus hermanos y su deber con Investigaciones Ángel. 

## Argumento
En el canta bar Caritas, Ángel trata de disculparse con su informante demonio sin lengua Merl por la mala forma en que lo trato. Pero el demonio se da cuenta de que Ángel está disculpándose por la fuerza y decide marcharse del bar con ayuda de Gunn. Al llegar a su hogar, Merl es acorralado y asesinado de manera brutal. 
Unas horas después, Wesley y Ángel se ponen a investigar la escena del crimen, debido a que les extraña que un demonio inofensivo como Merl, haya sido asesinado. Solo Gunn parece ser el que menos le importa, ya que cree que todos los demonios son malos y que el responsable está haciendo más bien que mal. Poco después le hace una visita a su vieja banda, donde descubre que la pandilla se ha independizado mucho de él y que han aceptado a un nuevo miembro, Gio, un pandillero de Miami que no le tiene respeto alguno a Gunn porque este trabaja para un vampiro.
Mientras investigan a los enemigos que tenía Merl, Ángel y Wesley van al apartamento de un conocido de Merl, quien ha sido ha asesinado de la misma manera que el demonio. Esa misma noche un demonio pacífico es asesinado por varios pandilleros entre los cuales se encuentra Gio. Gunn llega al apartamento del conocido de Merl y descubre que en una de las evidencias se encuentra la punta de una flecha, muy parecida a las que usan su pandilla. 
Cordelia trata de hacer que Fred sea un poco más sociable y la lleva a Caritas para que interprete una canción, Fred acaba cantando "Crazy" (Loca en español). Gunn descubre que su banda son los responsables de los asesinatos, pero cuando los confronta, nadie lo admite ni siquiera Rondell. Sintiéndose desorientado Gunn se detiene en Caritas donde comienza a ser leído por Lorne. De repente el bar recibe un feroz tiroteo por parte de la pandilla de Gunn, matando casi a todos los demonios del bar y poniendo en peligro la vida de Fred, Cordelia, Lorne y Wesley. En el ataque Cordelia y Fred tratan de escapar, pero solo Cordelia lo consigue. 
En el Hyperion Cordelia le cuenta lo acontecido a Ángel, quien decide ir al bar a pesar del hechizo que previene toda violencia demoníaca. El vampiro le pide de favor a Cordy que persuada a las hechiceras responsables de levantar el hechizo. 
De regreso en Caritas, Gunn trata de razonar con su pandilla, dándose cuenta de que sus hermanos han trastornado su misión de eliminar el mal en una purga cruel y desalmada. Gio no le cree y comenta que dejó que Alonna fuera convertida en un vampiro, para que esta lo engendrara y que por lo tanto, la noche que Gunn mató a su propia hermana, fue porque Alonna se negó a engendrarlo como un vampiro. Gunn se enfurece con por las palabras de Gio y Ángel aparece en el bar listo para rescatar el día. 
Gio le ofrece a Gunn la oportunidad de "redimirse" matando a Ángel, mientras el vampiro espera que el hechizo de Caritas sea revocado. Luego de pasar discutiendo con las hechiceras responsables del hechizo, Cordy consigue anular el hechizo anti violencia demoníaca en el canta bar. Una cualidad que Ángel aprovecha para derrotar a la pandilla con ayuda de Gunn. Gio amenaza con matar a Ángel, pero es devorado por un demonio en el bar.  
Al resolverse el caso, Gunn se disculpa con Ángel, debido a que tuvo que decirle muchas cosas horribles para ganar algo de tiempo. Ángel le comenta que lo entiende y le dice que solo confiara en el cuando tome el valor de asesinarlo si es realmente necesario. Una vez que el vampiro se va, Gunn es reprendido por Wesley quien le advierte que la próxima vez que encubra a los responsables, lo despedirá.

## Elenco

### Principal
- David Boreanaz como Ángel.
- Charisma Carpenter como Cordelia Chase.
- Alexis Denisof como Wesley Wyndam-Pryce.
- J. Agust Richards como Charles Gunn.
- Amy Acker como Fred.

## Producción

### Redacción
El escritor Tim Minear explicó que en este episodio originalmente iba a ser el segundo de la tercera temporada. Algo que dejó en claro al comentar que el valor de Fred de dejar su habitación, había ocurrido desde este episodio y no en el anterior, donde se ve claramente a la chica conviviendo con el resto de los empleados.

## Continuidad
- Esta es la última vez que Gunn visita su vieja banda, incluyendo a su amigo Rondell.
- Aparece por primera vez las furias que son las responsables de poner el hechizo que previene toda violencia en el canta bar.